# Veslování na Letních olympijských hrách 2012 – mužská osma
Soutěž mužské osmiveslice s kormidelníkem na Letních olympijských hrách 2012 v Londýně se konala od 28. července do 1. srpna v lokalitě Dorney Lake (Eton Dorney).

## Kalendář
Pozn. Všechny časy jsou v britském letním čase (UTC+1).
| Datum                     | Čas   | Kolo      |
| ------------------------- | ----- | --------- |
| Sobota 28. července 2012  | 10:10 | Rozjížďky |
| Pondělí 30. července 2012 | 09:50 | Opravy    |
| Středa 1. srpna 2012      | 10:30 | Finále B  |
| Středa 1. srpna 2012      | 12:30 | Finále    |

## Výsledky
Q = postup do další fáze, R = účast v opravách

### Rozjížďky
První z obou rozjížděk postoupili do finále A, ostatní se zúčastnili oprav.

#### Rozjížďka 1
| Poř. | Veslaři                                                                                    | Země                   | Čas     | Pozn. |
| ---- | ------------------------------------------------------------------------------------------ | ---------------------- | ------- | ----- |
| 1    | Banks, G James, R James, Miller, Lanzone, Kasprzyk, Cornelius, Newlin, Vlahos              | Spojené státy americké | 5:30.72 | Q     |
| 2    | Loch, Hegerty, McKenzie-McHarg, Coudraye, Swann, Booth, Ryan, Purnell, Lister              | Austrálie              | 5:32.43 | R     |
| 3    | Brzezinski, Juszczak, Burda, Hojka, Schodowski, Szpakowski, Aranowski, Hejmej, Trojanowski | Polsko                 | 5:35.64 | R     |
| 4    | Choliaznikov, Grebennikov, Tymko, Moroz, Pryveda, Kletskoj, Lykov, Chykanov, Konovalijuk   | Ukrajina               | 5:38.02 | R     |

#### Rozjížďka 2
| Poř. | Veslaři                                                                          | Země           | Čas     | Pozn. |
| ---- | -------------------------------------------------------------------------------- | -------------- | ------- | ----- |
| 1    | Adamski, Kuffner, Johannesen, Reinelt, Schmidt, Müller, Mennigen, Wilke, Sauer   | Německo        | 5:25.52 | Q     |
| 2    | Partridge, Foad, Ransley, Egington, Sbihi, Searle, Langridge, Louloudis, Hill    | Velká Británie | 5:27.61 | R     |
| 3    | Hamburger, Simon, Blink, Vellenga, Braas, Klaassen, Siegelaar, Steenman, Wiersum | Nizozemsko     | 5:28.99 | R     |
| 4    | Bergen, Csima, Gibson, McCabe, Howard, Byrnes, Brown, Crothers, Price            | Kanada         | 5:37.91 | R     |

### Opravy
První čtyři posádky postoupily do finále A, zbylé dvě se zúčastnily finále B.
| Poř. | Veslaři                                                                                    | Země           | Čas     | Pozn. |
| ---- | ------------------------------------------------------------------------------------------ | -------------- | ------- | ----- |
| 1    | Partridge, Foad, Ransley, Egington, Sbihi, Searle, Langridge, Louloudis, Hill              | Velká Británie | 5:26.85 | Q     |
| 2    | Bergen, Csima, Gibson, McCabe, Howard, Byrnes, Brown, Crothers, Price                      | Kanada         | 5:27.41 | Q     |
| 3    | Hamburger, Simon, Blink, Vellenga, Braas, Klaassen, Siegelaar, Steenman, Wiersum           | Nizozemsko     | 5:27.98 | Q     |
| 4    | Loch, Hegerty, McKenzie-McHarg, Coudraye, Swann, Booth, Ryan, Purnell, Lister              | Austrálie      | 5:28.67 | Q     |
| 5    | Brzezinski, Juszczak, Burda, Hojka, Schodowski, Szpakowski, Aranowski, Hejmej, Trojanowski | Polsko         | 5:30.34 |       |
| 6    | Choliaznikov, Grebennikov, Tymko, Moroz, Pryveda, Kletskoj, Lykov, Chykanov, Konovalijuk   | Ukrajina       | 5:42.19 |       |

### Finále

#### Finále B (7. až 8. místo)
| Poř. | Veslaři                                                                                    | Země     | Čas     | Pozn. |
| ---- | ------------------------------------------------------------------------------------------ | -------- | ------- | ----- |
| 1    | Brzezinski, Juszczak, Burda, Hojka, Schodowski, Szpakowski, Aranowski, Hejmej, Trojanowski | Polsko   | 5:57.67 |       |
| 2    | Choliaznikov, Grebennikov, Tymko, Moroz, Pryveda, Kletskoj, Lykov, Chykanov, Konovalijuk   | Ukrajina | 6:07.33 |       |

#### Finále A (1. až 6. místo)
| Poř.             | Veslaři                                                                          | Země                   | Čas     | Pozn. |
| ---------------- | -------------------------------------------------------------------------------- | ---------------------- | ------- | ----- |
| Zlatá medaile    | Adamski, Kuffner, Johannesen, Reinelt, Schmidt, Müller, Mennigen, Wilke, Sauer   | Německo                | 5:48.75 |       |
| Stříbrná medaile | Bergen, Csima, Gibson, McCabe, Howard, Byrnes, Brown, Crothers, Price            | Kanada                 | 5:49.98 |       |
| Bronzová medaile | Partridge, Foad, Ransley, Egington, Sbihi, Searle, Langridge, Louloudis, Hill    | Velká Británie         | 5:51.18 |       |
| 4                | Banks, G James, R James, Miller, Lanzone, Kasprzyk, Cornelius, Newlin, Vlahos    | Spojené státy americké | 5:51.48 |       |
| 5                | Hamburger, Simon, Blink, Vellenga, Braas, Klaassen, Siegelaar, Steenman, Wiersum | Nizozemsko             | 5:51.72 |       |
| 6                | Loch, Hegerty, McKenzie-McHarg, Coudraye, Swann, Booth, Ryan, Purnell, Lister    | Austrálie              | 5:51.87 |       |